# Emil Pfeiffer
Emil Pfeiffer (ur. 23 lipca 1832 we Lwowie, zm. 10 marca 1882 w Wiedniu) – prawnik, poseł do Sejmu Krajowego Galicji i austriackiej Rady Państwa
Ukończył gimnazjum a następnie studia prawnicze na Uniwersytecie we Lwowie (1852), gdzie uzyskał doktorat (1855). Po studiach pracował jako urzędnik w Prokuratorii we Lwowie (1855-1859). Od 1860 prowadził kancelarię adwokacką we Lwowie. W latach 1861–1868 członek Rady Miejskiej we Lwowie. Był także członkiem zarządu Galicyjskiej Kasy Oszczędnościowej (1863-1869), a także od założenia w 1871  dyrektorem lwowskiego oddziału Österr. Central-Boden-Credit-Bank. W 1872 po przeniesieniu do Wiednia pracował jako adwokat. Wszedł także do zarządu kilku spółek, był min. w latach 1875-1882 członkiem zarządu kolei Lemberg-Czernowitz-Jassy, a w latach 1880-1882 wiceprezesem Wiener Bank-Gesellschaft,
Polityk konserwatywny, Poseł do Sejmu Krajowego Galicji II i III kadencji (1867–1876), Wybrany w III kadencji w IV kurii obwodu Lwów, z okręgu wyborczego nr 2 Gródek-Janów. Poseł do Rady Państwa w Wiedniu II kadencji (20 maja 1867 – 21 maja 1870), III kadencji (15 września 1870 – 10 sierpnia 1871), IV kadencji (27 grudnia 1871 – 7 września 1873), wybierany jako delegat z grona posłów wiejskich okręgów: Lwów, Gródek, Sambor, Turka, Drohobycz, Rudki i Łąka. Członek frakcji posłów konserwatywnych Koła Polskiego w Wiedniu.

## Rodzina
Pochodził z rodziny urzędniczej, syn wiceprokuratora Kamery Adolfa (zm, w 1861). Żonaty z Anną z domu Podrazky, mieli syna Zygmunta i córkę. 